# Kgagodi
Kgagodi is een dorp in het district Central in Botswana. De plaats telt 1756 inwoners (2011).